# Stagger Lee
«Stagger Lee» (также известная как «Stagolee») — американская народная песня, повествующая об убийстве Билли Лайонса Ли Шелтоном по прозвищу Стэг, которое произошла в городе Сент-Луисе (Миссури) в рождество 1895 года.
В версии Ллойда Прайса песня в 1959 году поднялась на 1 место американского чарта Billboard Hot 100. Сингл с ней был по продажам сертифицирован золотым в США.
В 2004 году журнал Rolling Stone поместил песню «Stagger Lee» в исполнении Ллойда Прайса на 456 место своего списка «500 величайших песен всех времён».